# Compresseur d'hydrogène

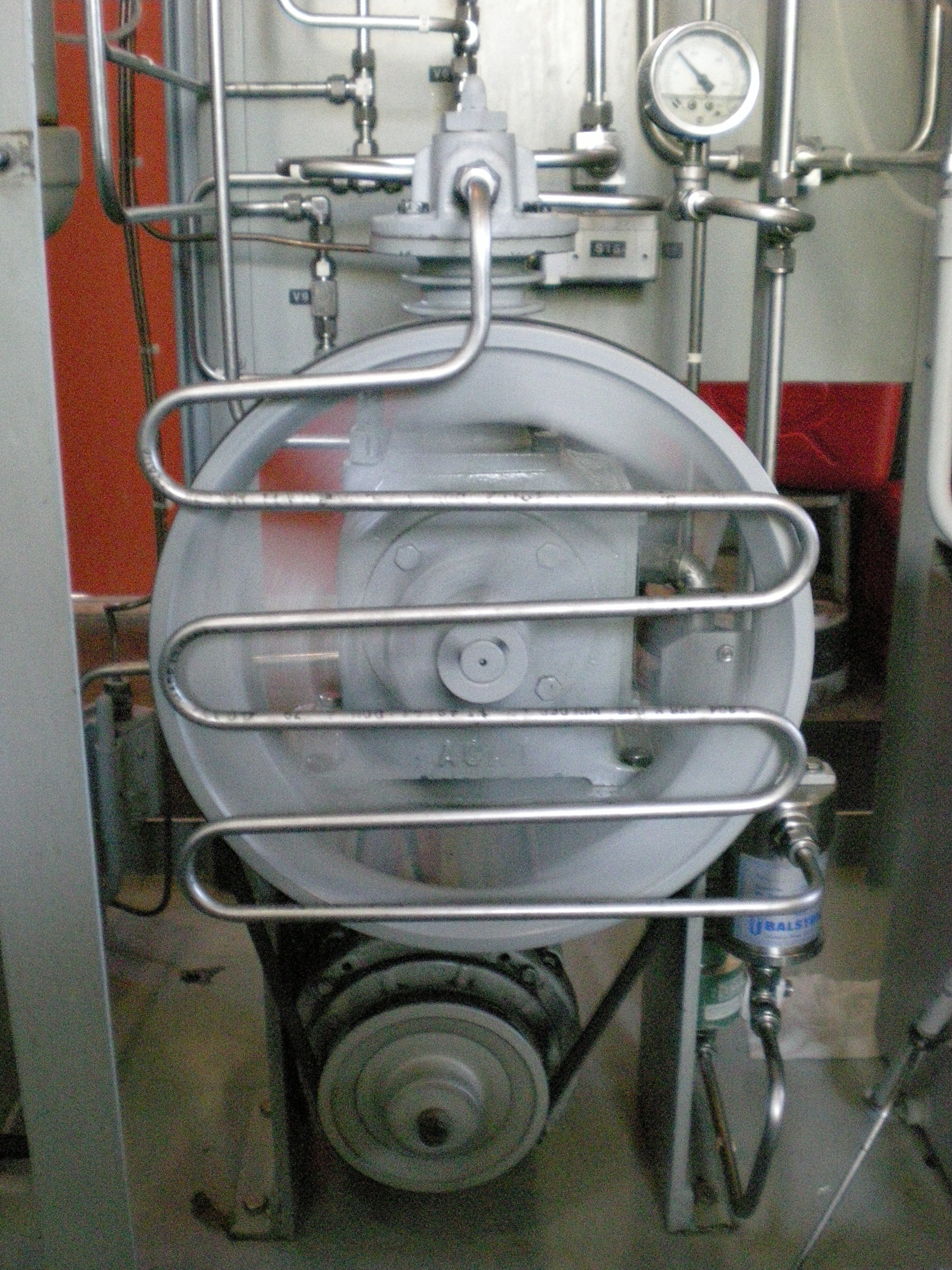
Compresseur d'hydrogène en action

Un compresseur d'hydrogène est un appareil qui augmente la pression de l'hydrogène en réduisant son volume.

## Compresseur et pompe
Un compresseur comprime des gaz, une pompe augmente la pression d'un liquide. Le transport et le stockage d'hydrogène sont étroitement liés aux pompes à hydrogène et aux compresseurs de gaz : tous deux augmentent la pression d'un fluide et tous deux peuvent transporter le fluide à travers un tuyau. Les gaz étant compressibles, le compresseur réduit également le volume d'hydrogène gazeux, alors que le principal résultat d'une pompe élevant la pression d'un liquide est de permettre à l'hydrogène liquide d'être transporté ailleurs.

## Les types
Tous les compresseurs de gaz peuvent comprimer de l'hydrogène, qui toutefois supporte mal la présence d'huile. Le choix des types de compresseurs le plus souvent employés est guidé par des contraintes multiples:
- pression maximum
- débit
- qualité et polluants de l'hydrogène
- coûts de production et d’exploitation
- niveau sonore et encombrement

### Compresseur alternatif à piston
Une méthode éprouvée pour comprimer l'hydrogène consiste à utiliser des compresseurs à pistons alternatifs. Les compresseurs à pistons alternatifs sont couramment disponibles en version lubrifiée à l'huile ou non lubrifiée.  Les compresseurs à pistons sont le standard pour atteindre des pressions élevées, lorsqu'un fort ratio de compression est nécessaire,. Le débit typique est de 300 Nm3 h−1.

### Compresseur alternatif à membrane
Les compresseurs à membranes, non lubrifiés, sont préférés pour éviter la contamination par l'huile de l'hydrogène. Les compresseurs à membranes sont dotés d'une triple membrane en acier inoxydable, qui permet de séparer l'hydrogène de l'huile de lubrification. La triple membrane est reliée à des goulets d'évacuation, ce qui permet de détecter la rupture d'une des membranes par la détection de fuites d'huile ou d'hydrogène.

### Compresseur ionique
Un compresseur ionique ou  compresseur à liquide ionique est un compresseur volumétrique alternatif à pistons liquides, destiné initialement à comprimer de l'hydrogène. Des pistons flottants, qui ne sont pas rattachés sur un embiellage traditionnel, sont mû par une énergie hydraulique. un liquide ionique recouvre ces pistons métalliques pour former un piston liquide, seul élément en contact avec l'hydrogène dans la partie basse des chambres de compression.

### Compresseur d'hydrogène électrochimique
Un compresseur électrochimique à plusieurs étages comprend une série d'assemblages membrane-électrode, similaires à ceux utilisés dans les piles à combustible à membrane échangeuse de protons. Ce type de compresseur ne comporte donc aucune pièce mobile et est compact. Le compresseur électrochimique fonctionne de manière semblable à un électrolyseur : une tension est appliquée pour provoquer l'oxydation du dihydrogène à l'anode et la production de dihydrogène sous pression à la cathode. Avec la compression électrochimique de l'hydrogène, une pression de 1 000 bar est atteinte, mais à un débit faible, de l'ordre de 1 Nm3 h−1. Un brevet est en instance revendiquant une efficacité exergétique de 70 à 80 % pour des pressions allant jusqu'à 700 bars.

### Compresseur à hydrure
Dans un compresseur à hydrures, les propriétés thermiques et de pression d'un hydrure sont utilisées pour absorber l'hydrogène gazeux à basse pression à des températures ambiantes puis libérer de l'hydrogène gazeux à haute pression à des températures plus élevées. Les pressions atteintes vont jusqu'à 700 bar en laboratoire, par des compressions étagées, à un débit faible, de l'ordre de 2 Nm3 h−1,. L'avantage de ce type de compresseur est de pouvoir utiliser de la chaleur résiduelle à basse température.